# 龙潭立交站
龙潭立交站位于中华人民共和国四川省成都市成华区龙潭街道龙潭立交旁地下，沿成华大道方向南北向设置，是成都地铁8号线的地铁车站，于2024年12月19日启用。

## 车站结构
龙潭立交站为地下二层双柱三跨13米宽、140米长岛式站台车站，车站总长160米，标准段宽度20.07米。
| 地面              | ·    | 出口B/D1/D2                                                                                           |
| 地下一层          | 站厅 | 自助购票 客服中心                                                                                     |
| 地下二层          | ·    | \| \| \| 8号线往桂龙路（龙潭寺） \| \| 島式 · 開左邊车门 \| \| \| \| \| \| 8号线往龙港（圣灯公园） \| |
|                   |      | 8号线往桂龙路（龙潭寺）                                                                               |
| 島式 · 開左邊车门 |      | |
|                   |      | 8号线往龙港（圣灯公园）                                                                               |

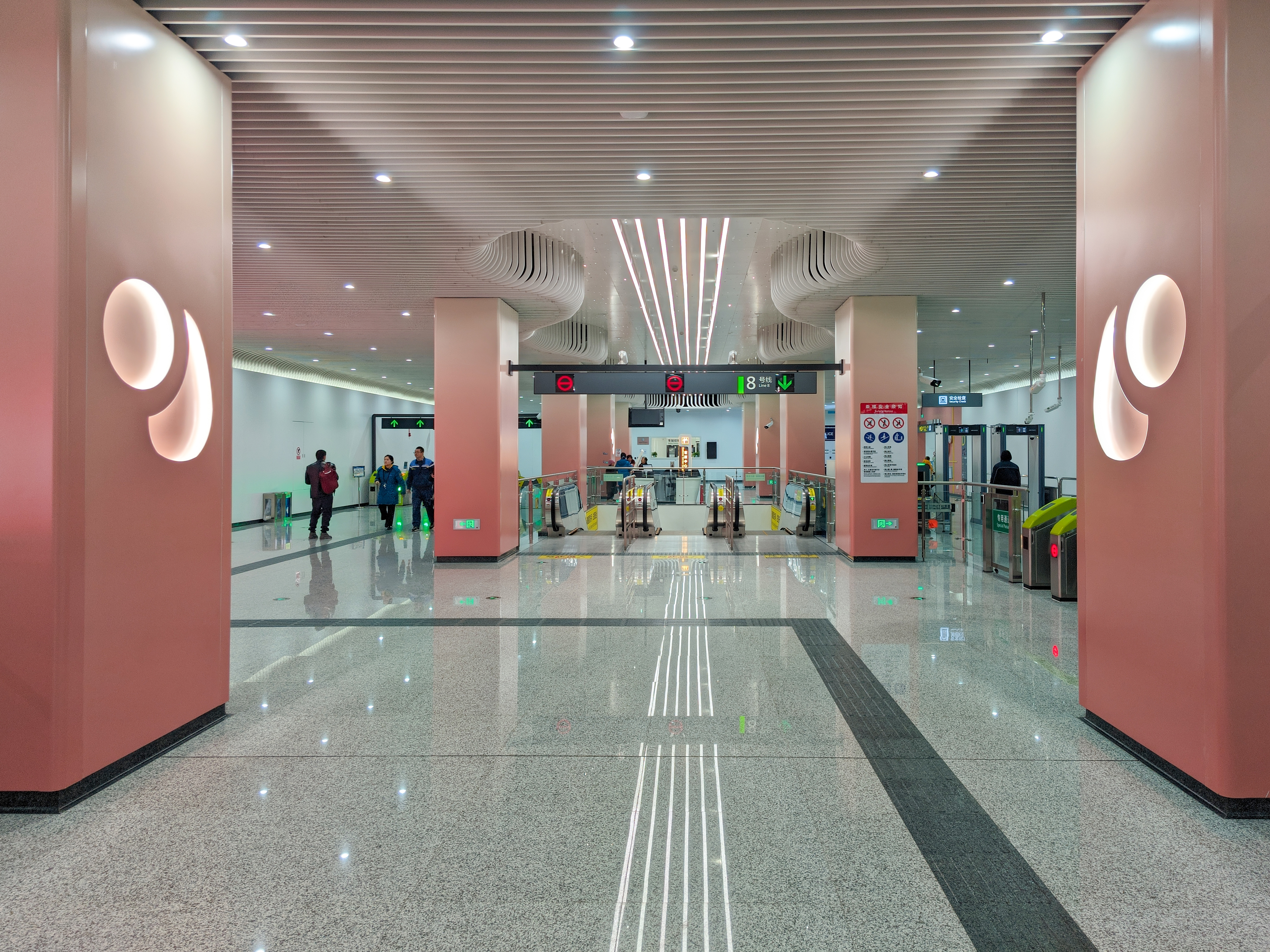
站厅
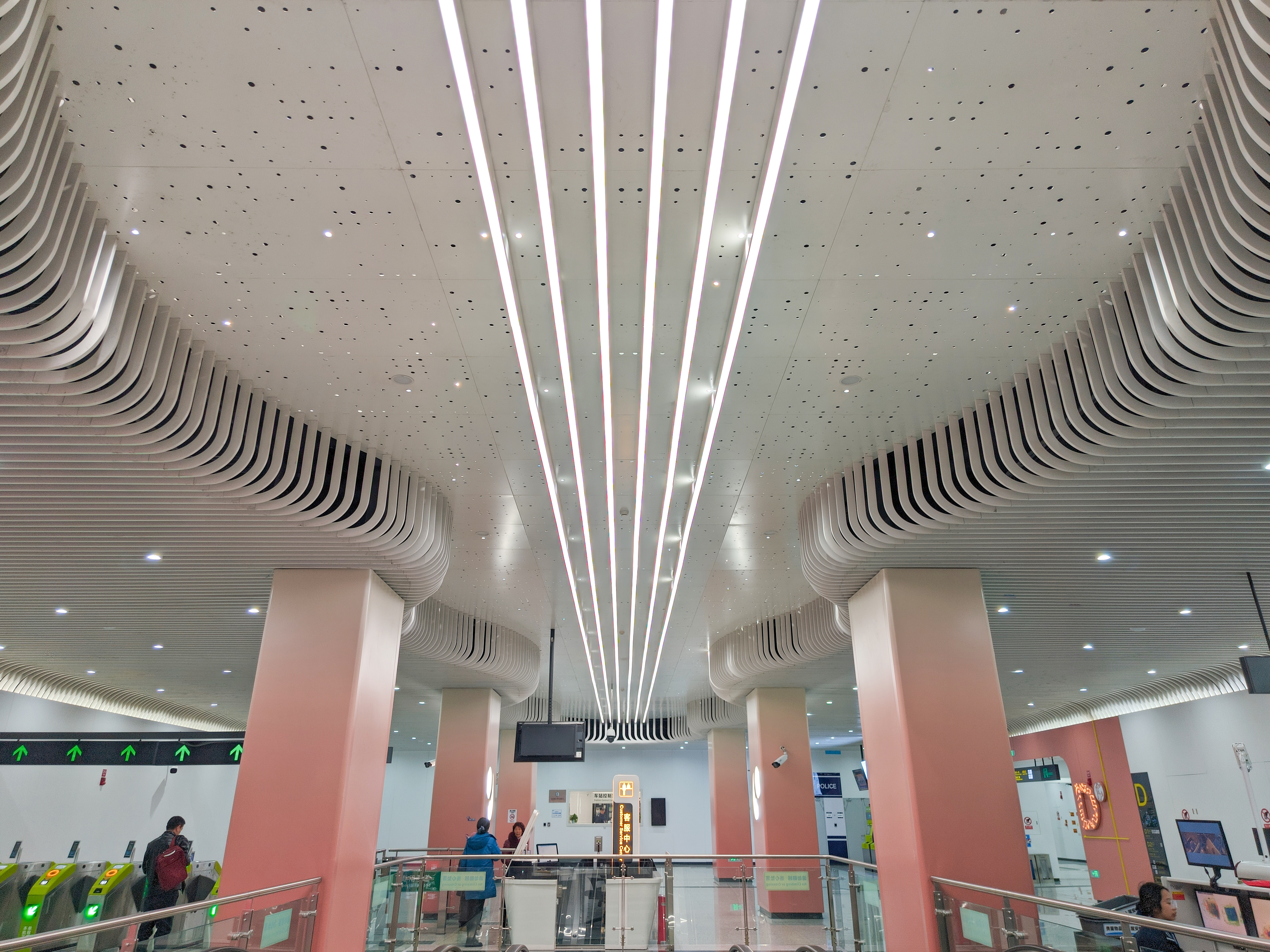
站厅
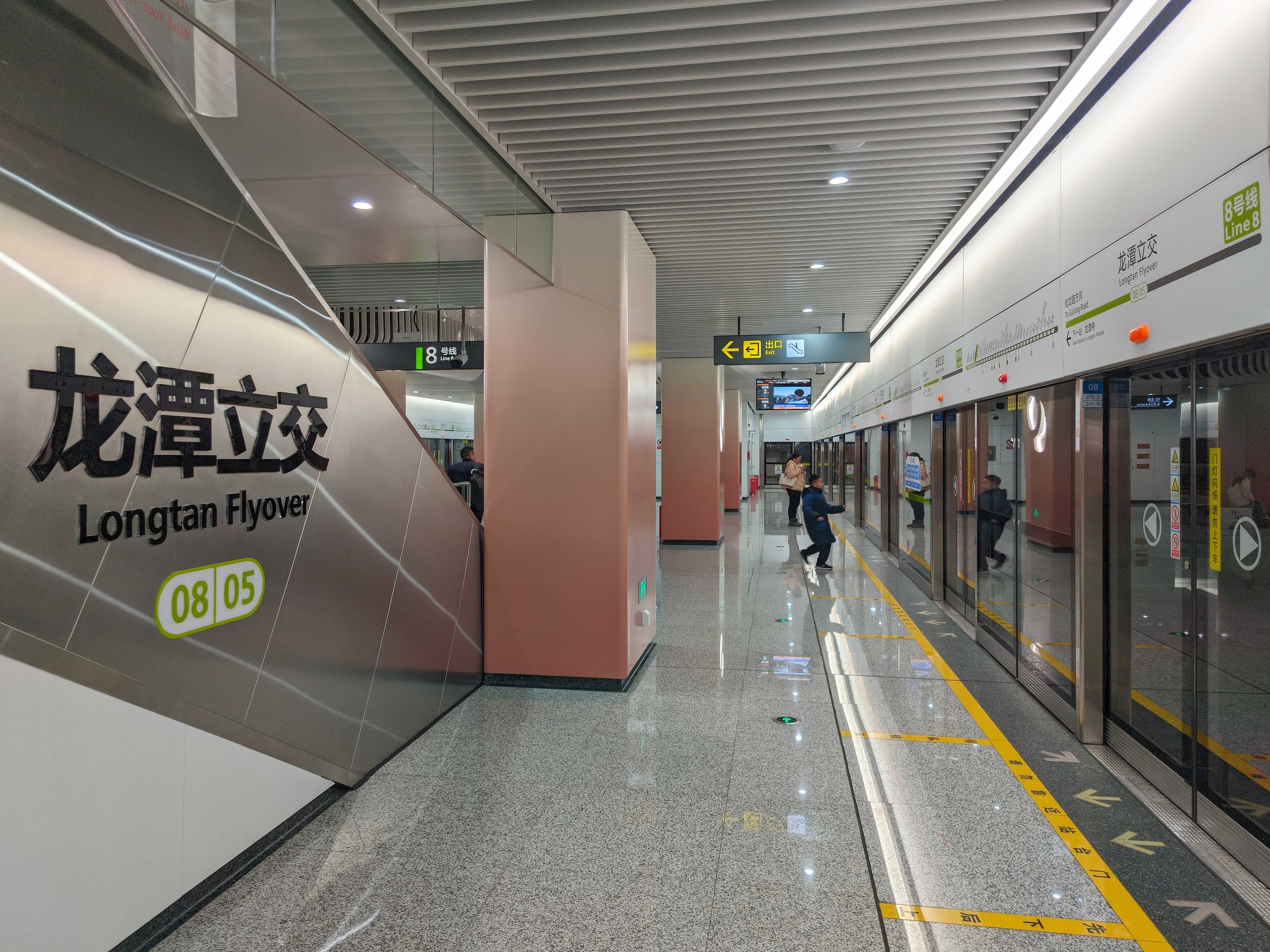
站台

## 出入口
龙潭立交站设置三个出入口，其中两个出入口设置于成华大道西侧，分别沿成华大道和规划龙瑞二路设置，另一个出入口设置于成华大道东侧向龙兴苑小区附近。
|              |                                |                                        |      |
| 编号         | 设施                           | 指示                                   | 照片 |
|              |                                | 龙瑞一路、龙瑞二路、龙象一路、龙象二路 |      |
| 出口 · D · 1 | 无障碍电梯 无障碍卫生间 哺乳室 | 龙潭立交                               |      |
| 出口 · D · 2 | 无障碍电梯                     | 民兴北一路、民兴北二路                 |      |

## 历史
- 2022年4月30日，龙潭立交站主体结构封顶。[6]
- 2024年12月19日，车站启用。[2]